# Kardinal Richelieus gravmonument
Kardinal Richelieus gravmonument utfördes av den franske skulptören François Girardon mellan 1675 och 1677 och står i Sorbonnekapellet i Paris. Skulpturen föreställande kardinal Richelieu ligger på sarkofagen och stöds av den allegoriska gestalten Fromheten. Vid kardinalens fötter ligger den allegoriska gestalten Den kristna läran och sörjer. Gravmonumentets elegiska stämning företer likheter med Anne Marie Martinozzis gravmonument som Girardon utförde några år tidigare.